# Hemicel·lulosa
L'hemicel·lulosa és un polisacàrid poc soluble i íntimament associat amb la cel·lulosa, de la qual es pot extreure. Juntes formen la fibra alimentària, substàncies comestibles d'origen vegetal que generalment no són hidrolitzades pels enzims secretats per l'aparell digestiu humà.
És un sacàrid de pes molecular baix i amb una composició irregular. A diferència de la cel·lulosa, que té una molècula lineal i només formada per unitats de glucosa, l'hemicel·lulosa es compon de sucres diferents i presenta una estructura ramificada i no fibrosa. La característica principal de l'hemicel·lulosa és la seva fàcil hidratabilitat en entrar en contacte amb l'aigua, aquesta característica és responsable de moltes de les propietats de la fibra resultant d'aquesta estructura química. L'hemicel·lulosa és amorfa a la naturalesa i posseeix propietats adhesives, de manera que tendeix a cimentar o a assumir un aspecte corni típic quan es deshidrata.